# Château Rieussec

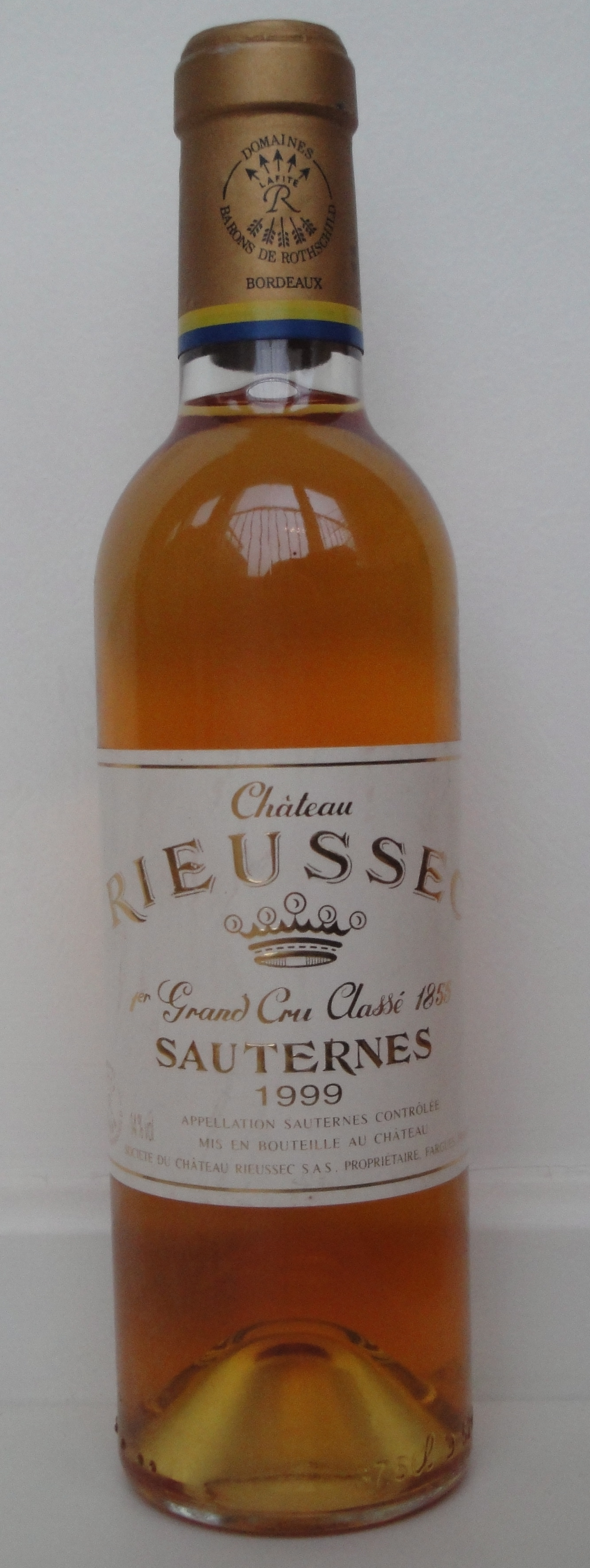
Eine halbe Flasche (0,375 l) des Jahrgangs 1999 von Château Rieussec.

Das Weingut Château Rieussec liegt in der Gemeinde Fargues, einem Teil der Appellation Sauternes, einem Süßweinanbaugebiet in der Weinbauregion Bordeaux. Bei der Bordeauxwein-Klassifizierung von 1855 wurde es als „Premier Cru Classé“ klassifiziert. Auch in Rieussec wird ein Süßwein produziert. Das Weingut liegt direkt neben Château d’Yquem, die Rebflächen sind nur durch ein Rinnsal getrennt, der im Sommer oft austrocknet (frz.: Rieu – Bach,  sec – trocken). Das 110 Hektar große Gut verfügt über 68 Hektar Rebfläche. Die Fläche liegt auf den höchsten Flächen der Gemeinde Fargues.
Im 18. Jahrhundert war die Domaine de Rieussec im Besitz der Mönche des Klosters Carmes de Langon und die Gutsgebäude dienten ebenfalls als Klostergebäude. Die kirchlichen Besitztümer wurden während der Französischen Revolution gegen 1790 beschlagnahmt und an Herrn Marheilhac, den damaligen Eigentümer des Château La Louvière in Léognan (Graves) verkauft.
Bereits zum Zeitpunkt der Klassifizierung von 1855 gehörte das Gut allerdings einem Herrn Mayne oder Maillet (?) und wechselte fortan weiterhin häufig den Eigentümer: Charles Crepin (um 1870), Paul Defolie (1892), Herr Bannil (1907), die Familie Gasqueton (Eigentümer des Château Calon-Ségur in Saint-Estèphe), P. F. Berry während des Weltkriegs, Herr Balaresque (1957) und schließlich Albert Vuillier (1971), der die Qualität des Weinguts wieder stark verbesserte.
Im Jahr 1984 erwarben die Domaines Barons de Rothschild (siehe auch Château Lafite-Rothschild und Château Duhart-Milon-Rothschild) das Weingut.
Die Rebsorten sind zu 80 % auf die Sorte Sémillon, 18 % auf Sauvignon Blanc und 2 % Muscadelle aufgeteilt. Die Lese erfolgt per Hand in sechs bis acht Lesegängen, um die edelfaulen Beeren zu selektionieren. Der Wein reift 18–24 Monate in neuen Barriques. Jährlich werden ca. 40.000 Flaschen vermarktet.
In den Jahrgängen 1993 und 2012 wurde kein Hauptwein abgefüllt, da diese den Qualitätsstandards des Guts nicht entsprachen.
Der Zweitwein heißt Carmes de Rieussec. Daneben wird ein (trockener) Weißwein namens R produziert, der unter der Appellation Graves vermarktet wird. Bei besonders guten Ausgangsbedingungen wird der Superwein «Creme de Tete» herausgegeben.